# A. T. Blomberg
Karl August Teofil Blomberg, född 8 januari 1819 i Ekers församling, Örebro län, död 20 augusti 1907 i Lindesbergs stadsförsamling, Örebro län, var en svensk apotekare och politiker. Han var verksam som apotekare i Lindesberg och var riksdagsman för borgarståndet i Lindesbergs stad och Trosa stad vid ståndsriksdagen 1865–1866. Han var far till Eva Blomberg och farfar till Rolf Blomberg.